# سقنقور شرقي
السقنقور الشرقي أو السقنقور الرملي المنقط أو سمكة الرمال أو الدسيسة (الاسم العلمي: Scincus mitranus) (بالإنجليزية: Eastern Skink)‏ هو نوع من الزواحف يتبع جنس السقنقور من الفصيلة السقنقورية. وهي سحلية مميزة بلونها الأصفر اللامع والبقع الداكنة علي جوانب الجسم مما يعطيها شكل القطار حيث تعرف بهذا الاسم في بعض المناطق .الجسم أسطواني كبقية أفراد العائلة والحراشف ملساء مما يمكنها من الغوص في الرمال بسهولة للاختفاء من الأعداء . الرأس علي هيئة مسحاة لتسهيل الغوص في الرمل . حيث له قدرة كبيرة علي الغوص داخل الرمال المفككة عندما يحس بالخطر .والأطراف صغيرة تنتهي بأصابع صغيرة والذيل قصير مخروطي الشكل .

## المعيشة والتغذية
يعيش مناطق الكثبان الرملية وينشط خلال النهار حيث يشاهد يسير على سفوح الكثبان الرملية ويبحث عن غذاءه من الحشرات والديدان حول النباتات التي تنمو في المنخفضات وبين الكثبان الرملية .يؤكل في بعض مناطق السعودية ولذا فهو يصاد بكثرة .